# Bukowo (Tychowo)
Bukowo (deutsch Alt Buckow) ist ein Dorf in der polnischen Woiwodschaft Westpommern. Es gehört zur Gmina Tychowo (Groß Tychow) im Powiat Białogardzki (Belgard).
Alt Buckow liegt 23 Kilometer östlich von Belgard an einem Nebenstraßenabzweig von der Woiwodschaftsstraße 167 Koszalin – Tychowo. Im Osten fließt die Chotla (Kautel), früher Grenze zwischen dem Fürstentum Cammin und dem Kreis Belgard. Nördlich der Gemeinde liegt die Bahnstrecke Białogard – Świelino (Schwellin).
Im 16. Jahrhundert ist die Familie von Münchow als Besitzerin erwähnt. 1804 wird der Leutnant Christoph Casimir von Versen als Gutsherr genannt, der das Gut 1810 seiner Tochter verkaufte, die es weitervererbte.
Die Gutsgebäude standen auf einer zum Kautelbach abfallenden steilen Anhöhe. Östlich des Dorfes dehnte sich der Alt Buckower Forst aus.
Die Gemeinde war mit dem Dorf Neu Buckow stets eng verbunden. So kam sie als Teil des Amtes Neu Buckow zum 1. Oktober 1932 vom aufgelösten Kreis Bublitz zum Landkreis Belgard (Persante). Alt Buckow war Teil der Kirchengemeinde Neu Buckow, die ihrerseits zum Kirchspiel Groß Tychow der evangelischen Kirche der Altpreußischen Union gehörte.